# Sonya Hartnett
Sonya Hartnett (Melbourne, 23 februari 1968) is een Australische schrijver van kinderboeken.

## Werk
De laatste tien jaar heeft de Australische schrijfster een indrukwekkende reeks boeken geschreven. In Het Tunnelkind (2002, Houtekiet) en Een jongen (2003, Houtekiet) probeert de auteur om in de huid van een kind te kruipen. In deze twee relatief korte romans beschrijft ze hoe kinderen met moeilijkheden omgaan en de wereld rondom hen proberen te begrijpen. Valstrik vertelt het meedogenloze verhaal van de Willows, een zonderlinge, gesloten familie. Haar bekendste boek in Vlaanderen en Nederland is Het tunnelkind (Engels: Thursday's Child, 2002, Houtekiet) dat door de Nederlandstalige pers goed werd onthaald. Het won in Australië de Aurealisprijs 2000 voor Beschouwend Proza in de categorie Jonge Volwassenen, de Guardian Fiction Prize en was genomineerd voor de prestigieuze The Children’s Book Council of the Year Award. Hartnett is de winnaar van de prestigieuze Astrid Lindgren Memorial Award 2008. Het juryrapport prijst de psychologische diepgang van haar adolescentenromans, haar taalvirtuositeit en haar briljante verteltechniek en noemt haar een van de belangrijkste vernieuwers van de moderne adolescentenliteratuur.

## Bekroningen
- 2000: Aurealisprijs
- 2002: Guardian Fiction Prize
- 2008: Astrid Lindgren Memorial Award (ALMA)